# Turac de Bannerman
El turac de Bannerman (Tauraco bannermani) és una espècie d'ocell de la família dels musofàgids (Musophagidae) que habita la selva humida de les muntanyes del sud-oest de Camerun (Ecoregió dels boscos dels altiplans del Camerun).